# Giovanni Pindemonte

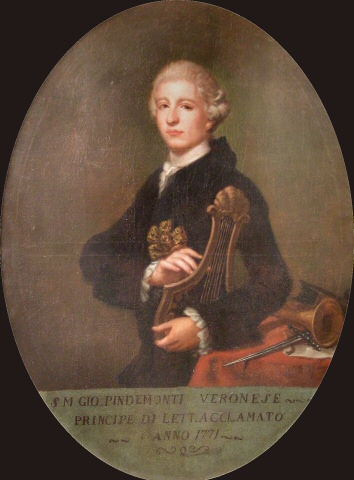
Porträt von 1771

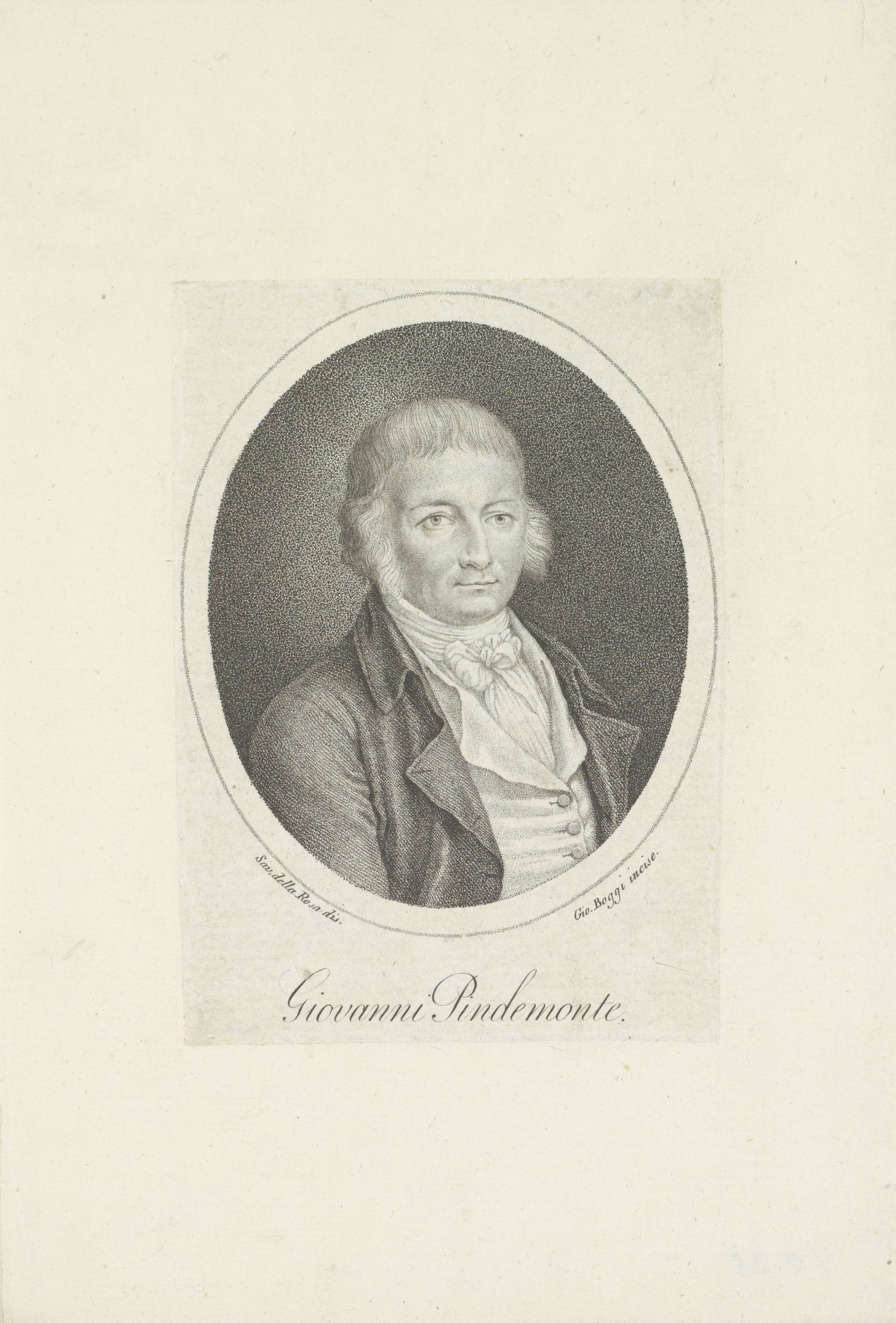
Stich von einem Giovanni Boggi nach einer Vorlage des Saverio dalla Rosa (1741–1821)

Giovanni Pindemonte (* 4. Dezember 1751 in Verona; † 23. Januar 1812 daselbst) war ein Veroneser Politiker, Dramaturg und Dichter.

## Leben
Geboren als ältester Sohn des Marchese Luigi (1718–1765) und der Lodovica Maria alias Dorotea Maffei († 1800), entstammte er einer Familie, die im 14. Jahrhundert aus Pistoia zugewandert war. Diese Familie hatte bereits 1654 den Rang eines Marchese erlangt; 1782 wurden sie Angehörige des venezianischen Adels.
Auf Initiative des Bartolomeo Lorenzi (1732–1822) trat Pindemonte zusammen mit seinem jüngeren Bruder Ippolito am 24. September 1765 in das Collegio dei Nobili di Modena ein und lernte Dichtkunst bei Meistern wie Lazzaro Spallanzani, Francesco Barbieri, Giuliano Cassiani, Luigi Cerretti, zusammen mit Maurizio Gherardini, den beiden Lucchesini, also Girolamo und Cesare. Anlässlich des Geburtstages von Francesco III. d’Este veröffentlichte er 1771 Talestri regina delle Amazoni. Zusammen mit Ippolito nach Verona zurückgekehrt, wurde Giuseppe Torelli sein Präzeptor, doch geriet er dort bald in Konflikte. So verklagte ihn ein betrogener Ehemann namens Francesco Garavetta, und vor Gericht wurden ihm ‚unzüchtige Bräuche, geringe Religion und ein sehr gewalttätiger Charakter‘ vorgeworfen.
Um 1780 verlegte er seinen Wohnsitz nach Venedig, wo er in einem Palazzo bei Santa Marina wohnte. Nach der Absage eines Eheprojekts mit einer Dolfin heiratete er am 7. Oktober 1782 Vittoria Maria Gasparina Widmann-Rezzonico, die Schwester des Proveditore generale da mar Carlo Aurelio. Mit ihr hatte er vier Kinder. Am 22. September desselben Jahres wurde er im Großen Rat zugelassen. 
Inzwischen hatte Pindemonte sein Debüt als Librettist gegeben, denn 1772 entstand für Maria Antonia von Bayern, Kurfürstin von Sachsen, das Musikdrama Il genio della Sassonia in riva all’Adige, das von Graf Pietro dal Pozzo vertont wurde; von professionellen Komponisten wie Giuseppe Gazzaniga und Domenico Cimarosa wurde hingegen die Partitur von zwei Libretti mit dem arkadischen Namen Eschilo Acanzio für das Philharmonische Theater von Verona bzw. die Isola di Calipso, von Télémaque di Fénelon 1777 in Venedig veröffentlicht, sowie Junius Brutus (1781, aus Brutus von Voltaire).
Das Melodram wurde bald von der Tragödie verdrängt, denn nach Mastino I dalla Scala (um 1774) feierte er einen durchschlagenden Erfolg mit I baccanali, das 1787 in S. Giovanni Grisostomo aufgeführt und im nächsten Jahr in Florenz gedruckt wurde. Einen Skandal provozierte I coloni di Candia, das im selben Theater im Januar 1785 auf die Bühne kam, und das sich mit dem Aufstand der venezianischen Siedler auf Kreta (1363–1366) befasste. Die Kolonie Venedigs protestierte offiziell, und eine anonyme Dissertazione critica wurde gegen die Tragödie publiziert (Coira 1785). Der Rat der Zehn ließ die Aufführung untersagen.
Dies tat seiner politischen Karriere jedoch keinen Abbruch. 1784 wurde er als Mitglied der Dieci Savi bestätigt und stieg im Juni 1788 zum Podestà von Verona auf, ein Amt, das er bis zum 20. Oktober 1789 innehatte. Die Staatsinquisitoren ließen ihn jedoch wegen eines Sonettes beaufsichtigen, das die Französische Revolution feierte: Raggio di libertà splende e lampeggia. 
Nach seiner Rückkehr nach Venedig griff er im Mai 1790 einen betrogenen Ehemann, den adligen Giacomo Martinengo, auf dem Markusplatz an. Das Gericht verurteilte ihn zu acht Monaten Festungshaft. Er wurde zwar am 31. Januar 1791 freigelassen, doch verließ ihn seine Frau. Danach zog er sich in seine Villa del Vo in der Nähe von Isola della Scala zurück, wo er Ovids Remedia Amoris übersetzte (1791 in Vicenza und, überarbeitet, 1801 in Venedig erschienen).
Voll jakobinischer Begeisterung, schrieb er Sonette wie Contro il moderno filosofismo, im September 1793 rezitierte er eine Lobrede in der Accademia degli Eccitati di Este auf Thomas von Aquin, die 1809 in Verona publiziert wurde. Erneut kehrte er nach Venedig zurück, kritisierte offen die Regierung und unterhielt geheime Beziehungen zu den Jakobinern. Als diese aufflogen, rettete ihn sein Bruder Ippolito, der ihm im April 1795 zur Flucht nach Frankreich verhalf. 
In Paris blieb er für einige Monate. Als 1797 die Republik Venedig aufgelöst wurde, schrieb er eine trattatello über die Dekadenz der Regierung. Von Dezember 1797 bis Februar 1798 hielt er sich in Mailand, zwischen März und Juli in Bologna auf, wo er eine Ode an die Cisalpina veröffentlichte. Ab September war er in Mailand Mitglied des Consiglio degli Iuniori. Vor dem Angriff der Österreichern auf Mailand floh er im April 1799 erneut nach Frankreich, zunächst nach Grenoble, dann nach Paris, wo er den italienischen Flüchtlingen eines der beiden großen Gedichte des Exils widmete: La Repubblica Cisalpina und Le ombre napoletane. Er wurde im Oktober 1800 wegen des Verdachts der Teilnahme an Giuseppe Ceracchis antibonapartistischer Verschwörung verhaftet und bis Ende Januar 1801 von der französischen Polizei festgesetzt, aber dank Ferdinando Marescalchi, dem Bevollmächtigten der Cisalpina beim ersten Konsul, freigelassen. Zwischen Sommer und Herbst 1801 hielt sich Pindemonte in Verona auf, nach seinem Umzug nach Mailand wurde er am 2. Juni 1802 Mitglied und dann Präsident der gesetzgebenden Körperschaft. Zwischen 1804 und 1805 wurde in Mailand die einzige genehmigte Ausgabe der Componimenti teatrali für Sonzogno veröffentlicht. Die vier Bände enthalten zwölf Dramen.
Anfang 1806 erlitt er einen ersten Schlaganfall. Ende des Jahres war er wieder in Mailand, wo er im Mai 1807 einen zweiten Anfall erlitt. Er wurde zwar zum Elektor für die Antichi dipartimenti gewählt, doch nahm er an der Eröffnungsversammlung schon nicht mehr teil. So kehrte er im September 1808 endgültig nach Verona zurück. 
In seinem Testament sah er seine Söhne Luigi († 14. März 1814, im Alter von 28 Jahren) und Carlo als Universalerben vor. Die beiden anderen Kinder, Dorotea und ein erster Carlo, waren bereits 1784 und 1787 gestorben. Seine eigenen Kompositionen vertraute er Luigi an, seinem Bruder Ippolito alle Häuser. Er starb am 23. Januar 1812 an einem letzten Schlaganfall. Nur sein Sohn Carlo (1790–1834), ab 1814 Alleinerbe, hatte Nachkommen.

## Werke (Auswahl)
- Componimenti teatrali di Giovanni Pindemonte Veronese, Mailand 1804–1805, Bd. I–IV (erneut Mailand 1827, Bd. I–II). Digitalisate: Bd. 1, Bd. 2
- Posthume Ausgaben einzelner Dramen:
  - Enrico VIII, in: Anno nuovo teatrale, Turin 1816, Bd. I, S. 9–81.
  - Orso Ipato, in: Milena Montanile: I giacobini a teatro. Segni e strutture della propaganda rivoluzionaria in Italia, Neapel 1984, S. 27–93.
  - L’atto di fede, in: Pietro Themelly: Il teatro patriotico tra Rivoluzione e Impero, Rom 1991, S. 271–351.
  - Elena e Gerardo, in: Enrico Mattioda (Hrsg.): Tragedie del Settecento, Modena 1999, Bd. II, S. 442–524.